# Ферранте, Марко
Марко Ферранте (итал. Marco Ferrante, 4 февраля 1971, Веллетри, Италия) — итальянский футболист, игравший на позиции нападающего.

## Клубная карьера
Родился 4 февраля 1971 года в городе Веллетри. Воспитанник футбольной школы клуба «Наполи». Взрослую футбольную карьеру начал в 1988 году в основной команде того же клуба, в которой провёл два сезона и принял участие лишь в одном матче чемпионата.
С 1990 по 1996 год играл в составе команд клубов «Реджана», «Пиза», «Наполи», «Парма», «Пьяченца», «Перуджа» и «Салернитана».
Своей игрой за последнюю команду привлёк внимание представителей тренерского штаба клуба «Торино», к составу которого присоединился в 1996 году. Сыграл за туринскую команду следующие пять сезонов своей игровой карьеры. Большинство времени, проведённого в составе «Торино», был основным игроком атакующей звена команды. В составе «Торино» был одним из главных бомбардиров команды, имея среднюю результативность на уровне 0,57 гола за игру первенства.
В 2001 году на условиях аренды защищал цвета команды клуба «Интернационале».
В том же году вернулся в «Торино». С тех пор провёл в составе этой команды ещё три сезона. Продолжая выступать в составе «Торино» также выходил на поле в основном составе команды. Опять был среди лучших голеадоров клуба, отличаясь забитым голом в среднем не менее чем в каждой третьей игре чемпионата.
В течение 2004—2007 годов защищал цвета клубов «Катания», «Болонья», «Асколи» и «Пескара».
Завершил профессиональную игровую карьеру в клубе «Эллас Верона», за команду которого выступал на протяжении 2007 года.

## Выступления за сборную
В 1992 году привлекался к составу молодёжной сборной Италии. На молодёжном уровне сыграл в одном официальном матче.
В том же году защищал цвета олимпийской сборной Италии. В составе этой сборной — участник футбольного турнира на Олимпийских играх 1992 года в Барселоне.